# Олимпия (хоккейный клуб, Любляна, 2004)
Хоккейный клуб «Олимпия» (словен. Hokejski klub Olimpija) — словенская хоккейная команда из Любляны. Основана в 2004 году, как молодёжная команда клуба «Олимпия Любляна», основанного в 1928 году. С 2017 года, после расформирования команды «Олимпия Любляна», выступает как самостоятельная команда. Спонсором клуба является предприятие Словенские железные дороги (Slovenske železnice) (SŽ). Поэтому текущее полное название команды — HK Slovenske železnice Olimpija.

## История
Хоккейный клуб «Олимпия» был основан 21 июня 2004 года, тогда он носил другое название — «Спортивное объединение хоккейной команды „Олимпия“» (переименование в «Хоккейный клуб „Олимпия“» произошло в 2009 году) и его основной задачей является обучение молодых хоккеистов и популяризация хоккея с шайбой в районе Любляны и окрестностях.
В сезоне 2009/2010 команда ХК «Олимпия» участвовала вместе с ХК «Олимпия Любляна» в турнире словенской хоккейной лиги.
В том же сезоне команда была включена в созданную в том же сезоне Лигу Слохоккей. В этой лиге ХК «Олимпия» становился вторым призёрам в 2011 и 2012 году.
С сезона 2012/13 команда принимает участие в лиге молодых звезд Erste Bank, лиге U20, а с 2013/14 года - в лиге юниоров Erste Bank, лиге EBEL U18 .
В 2017 году ХК «Олимпия Любляна» обанкротился и была собрана профессиональная команда ХК «Олимпия».
В сезоне 2021/2022 играл в Австрийской хоккейной лиге.
Помимо мужской профессиональной команды, в клубе есть и женский состав. С сезона 2016–17 они выиграли пять национальных титулов подряд.

## Статистика выступлений в Чемпионате Словении
| Год  | Место в турнире | Место в Плей-Офф |
| ---- | --------------- | ---------------- |
| 2009 | 4               | 1/4              |
| 2010 | 3В              |                  |
| 2011 | 2В              | 4                |
| 2012 | 3               |                  |
| 2013 | 3               | 1/4              |
| 2014 | Не участвовал   |                  |
| 2015 | Не участвовал   |                  |
| 2016 | Не участвовал   |                  |
| 2017 | Не участвовал   |                  |
| 2018 | 2               |                  |
| 2019 | 1               |                  |
| 2020 | Турнир отменён  |                  |
| 2021 | 1               |                  |